# Haut-Vully
Haut-Vully var en kommun i distriktet Lac i Fribourg, Schweiz. Den bestod av byarna Lugnorre et Sur-le-Mont, Joressens, Mur och Môtier. Den 1 januari 2016 gick den samman med kommunen Bas-Vully och bildade kommunen Mont-Vully.